# 京都映画賞
京都映画賞（きょうとえいがしょう、KYOTO FILM AWARD）は、京都映画賞実行委員会による京都の映画賞。

## 概要
「映画のまち・京都」である京都の映画文化の振興と継承を図るため、京都市で2022年9月に創設された賞。
主催する京都映画賞実行委員会は、京都市や京都市観光協会のほか、アスミック・エース、角川大映スタジオ、松竹撮影所、東映、東宝、吉本興業ホールディングス等によって構成されており、2025年現在、京都市長の松井孝治が実行委員長を務めている。
賞の贈呈のほか、野外映画鑑賞会「京都シネマスクエア」の実施なども行っている。

## 賞の種類
作品賞
京都ゆかりの優れた映画作品を選出、顕彰する。題材、舞台、撮影、ロケ地が京都であり、対象期間中に1週間以上有料劇場公開された劇映画等の長編実写映画を対象都市、京都映画賞会員の投票によって、受賞作1作品を決定する。
優秀スタッフ賞
京都にゆかりのある映画等の映像製作スタッフを顕彰する。実行委員会委員からの推薦で候補者リストを作成し、審査委員会の選考によって複数名決定する。受賞者の功績・仕事内容にスポットを当てて発信することで、京都の映画業界の担い手の継承につなげる目的がある。
奨励賞
京都で映画を撮りたい新鋭監督を奨励する。第3回時点でも「内容を検討中」とされており、受賞者はいない。
各賞受賞者にはトロフィーと副賞10万円が贈られる。トロフィーは京友禅の技術を活用した金彩ガラスによって制作される。

## 歴代受賞作品・受賞者

### 第1回（2022年度）
- 作品賞：『映画 太陽の子』（2021年8月6日公開）
- 優秀スタッフ賞：江原祥二（撮影）、大村弘二（かつら・美粧）、森脇清隆（映像文化振興/学芸員）

### 第2回（2023年度）
- 作品賞：『わたしの幸せな結婚』（2023年3月17日公開）
- 優秀スタッフ賞：石原興（撮影監督）、太田米男（映画復元、保存）、杉本崇（照明）
- 京都映画賞特別功労賞：中島貞夫 - 当映画賞立ち上げに多大な功績、実行委員会特別顧問としての助言

### 第3回（2024年度）
- 作品賞：『碁盤斬り』（2024年5月17日公開）
- 優秀スタッフ賞：井上充（小道具・持道具）、安田淳一（監督・編集他）、山下智彦（監督）
- 感謝状贈呈：真田広之 - 連続ドラマ『SHOGUN 将軍』プロデューサー等での活躍

## 会員
「京都」「映画」を愛する人々によるメンバーシップ。京都映画賞会員には年齢や京都在住の有無にかかわらず、無料で登録できる。会員になれば作品賞の投票に参加できるようになる。

### 名誉会員
名誉会員（アンバサダー）として京都に所縁のある俳優が複数名就任している。
- 北大路欣也（2022年度就任[9]） - 第3回表彰式にゲストプレゼンターとして登壇
- 佐々木蔵之介（2022年度就任[9]） - 第2回表彰式ゲストプレゼンターとして登壇
- 里見浩太朗（2022年度就任[9]）
- 常盤貴子（2022年度就任[9]）
- 内藤剛志（2023年度就任[10]）
- 名取裕子（2023年度就任[10]）
- 吉岡里帆（2023年度就任[10][11]）